# Війна центральних рівнин
Війна центральних рівнин(кит. трад. 中原大戰, спр. 中原大战, піньїнь: Zhōngyúan Dàzhàn, травень-листопад 1930) - громадянська війна в гоміньданівському Китаї, викликана протестами проти концентрації влади в руках Чан Кайші. Бойові дії велися на території, яка  називається Великою Китайською рівниною, в китайській географічній традиції поділяється на кілька рівнин — звідси і назва.

## Передісторія
Після того, як в березні 1925 року в Пекіні помер Сунь Ятсен, почалася боротьба між угрупованнями всередині партії Гоміньдан. Найбільш впливовими фігурами були Ван Цзінвей, Ху Ханьмін і Ляо Чжункай. У серпні Ляо Чжункай був застрелений в Гуанчжоу, в організації його вбивства звинуватили Ху Ханьміна, який був заарештований. Таким чином, з найбільш впливових фігур залишився лише Ван Цзінвей. Однак у зв'язку з тим, що військовий міністр Національного уряду Сюй Цзуньчжі також був замішаний у вбивстві Ляо Чжункая, то керівництво прогоміньданівськими збройними силами зосередилося в руках керівника академії Вампу Чан Кайши. 20 березня 1926 Чан Кайши здійснив військовий переворот, заарештувавши багатьох представників лівого крила і комуністів. Наляканий діями Чан Кайши, Ван Цзінвей, пославшись на хворобу, спішно покинув Гуанчжоу і до наступного року виїхав «для лікування» в Європу. Після його від'їзду Чан Кайши зосередив у своїх руках всю повноту цивільної та військової влади.
У 1926 році почався Північний похід, в результаті якого Китай опинився об'єднаним під владою партії Гоміньдан. Однак багато в чому єдність була суто зовнішньою, так як багато мілітаристів просто оголошували себе прихильниками Національного уряду, на ділі зберігаючи свої війська та владу на місцях. В результаті до кінця 1928 року Національно-революційна армія складалася з чотирьох армійських груп:
- 1 група, або Центральна армія — війська Академії Вампу, підпорядковані Чан Кайши
- 2 група, або «Народна армія» (вона ж Північно-Західна) — війська, підпорядковані Фен Юсяну
- 3 група, війська якої підпорядковувалися Янь Сишань з шаньсійської кліки
- 4 група, війська якої підпорядковувалися Лі Цзунженю з Нової кліки Гуансі

10 жовтня 1928 Чан Кайши став головою Національного уряду Китайської республіки, а 29 грудня 1928 Чжан Сюелян здійснив зміну прапорів на північному сході. Північний похід був оголошений завершеним, в зв'язку з виконанням завдання об'єднання країни, і постало завдання реорганізації армії. Виявилося, що незважаючи на визнання Центрального уряду, місцеві воєначальники з колишніх мілітаристів, що приєдналися до Гоміньдану, хочуть зберегти за собою адміністративну та партійну владу і збір податків на місцях. На цьому ґрунті почалися зіткнення між ними і Чан Кайши.
У лютому 1929 року почалася війна гоміньданівських армій з гуансійськими угрупованнями Лі Цзунженя і Бай Чунсі. У вересні 1929 року проти Чан Кайши в центральному Китаї виступив Чжан Факуй, в жовтні-листопаді на Північному Заході — Фен Юйсян, на початку грудня в провінції Хенань — Тан Шенчжі. Однак війна проти Фен Юйсяня, що володів найбільшою армією, була успішною для Центрального уряду, і Народна армія була витіснена в окраїнни провінції Чахар і Суйюань.
У цей час проти Чан Кайши виступила впливова опозиція — «Рух за реорганізацію Гоміньдану». Лідери цього руху - Ван Цзінвей і Чень Гунбо - звинувачували уряд в корупції і порушенні прав народу. Їх підтримали багато незадоволених мілітаристів. У лютому 1930 року Янь Сишань відкрито зажадав відставки Чан Кайши. Інші противники Чан Кайши погодилися визнати Янь Сишань своїм військовим лідером.
1 березня 1930 року в Нанкіні відбувся IV Пленум ЦВК Гоміньдану, який виключив Ван Цзінвея з партії. 18 березня війська Янь Сишаня зайняли Бейпін і знову перейменували місто в Пекін. Всі великі мілітаристи Китаю розділилися в своїх симпатіях до Чан Кайши або його противників; невизначеною залишалася лише позиція Чжан Сюеляна в Маньчжурії.

## Хід бойових дій
Війська античанкайшіської коаліції планували завдати кількох ударів. Чи Цзунжень мав просуватися з Гуансі в Хунань і вдарити на Ухань. Янь Сішань і Фен Юсян повинні були вирушити через Шаньдун, який щойно покинули японські війська і в якому ще не було військ центрального уряду, на Сюйчжоу, а звідти, уздовж залізниці, на столицю Чан Кайши Нанкін. Чан Кайши відправив генерала Хань Фуцзюя обороняти південний берег Хуанхе, а Центральну армію під командуванням генерала Лю Чжи розмістив в Сюйчжоу.
Використовуючи перевагу в авіації, війська центрального уряду вдарили першими. До кінця травня Чень Чен розгромив найсильнішого противника - Північно-Західну армію Фен Юсяня; шаньсійські війська Янь Сішаня не змогли прийти до неї на допомогу. До серпня на півночі бої велися по всій лінії фронту від Кайфена до Сюйчжоу, втрати з обох сторін досягли 200 тисяч чоловік. Однак Північно-Західна і шаньсійська армія діяли нескоординовано, не приходили один одному на допомогу, що дозволяло військам центрального уряду триматися.
Тим часом на півдні війська Лі Цзунженя зайняли Юеян, проте війська Чан Кайши перерізали їм шляхи постачання, і змусили відступити назад в Гуансі. Позбувшись загрози з півдня, війська центрального уряду перенесли центр бойових дій в Шаньдун, висадившись в Ціндао і взявши 25 серпня столицю провінції місто Цзінань (зайнятий військами Янь Сішаня 15 червня).
У вересні 1930 року в Пекіні було утворено сепаратистський уряд на чолі з Янь Сишанем, до складу якого увійшли Ван Цзінвей, Фен Юсян, Лі Цзунжень та ін. Сепаратисти, однак, не висунули жодної конкретної політичної та економічної програми крім вимоги про посилення ролі місцевої влади і, відповідно, зменшення ролі Гоміньдану на місцях. Пекін був оголошений столицею Китаю на противагу Нанкіну.
18 вересня 1930 Чжан Сюелян несподівано встав на сторону Чан Кайши, і зайняв Бейпін (Пекін) і Тяньцзінь. У 1930 році війська центрального уряду завдали поразки Фен Юсяну. Із заколотом «старих мілітаристів» було покінчено.

## Підсумки та наслідки
У цій війні прихильники центрального уряду втратили вбитими та пораненими близько 90 тисяч осіб, їх противники — близько 150 тисяч чоловік. Війна майже довела центральний уряд до банкрутства. Війська Фен Юсяня влилися в армію Чжан Сюеляна, Янь Сишань також віддався під заступництво Чжан Сюеляна. Чи Цзунжень, повернувшись в Гуансі, став готуватися до нових битв проти Чан Кайши, але японська інтервенція до Маньчжурії, що почалася наступного року, змусила мілітаристів, які стояли на патріотичних позиціях, відкласти внутрішні чвари перед обличчям зовнішньої загрози.